# Charles Griffith
Charles Densil Griffith Mahón (* 18. února 1963) je bývalý venezuelský zápasník – judista.

## Sportovní kariéra
Připravoval se v univerzitním klubu UCLA v Barquisimetu ve státě Lara pod vedením José Antonia Sanoji. Ve venezuelské mužské reprezentaci se pohyboval od počátku osmdesátých let dvacátého století ve střední váze do 86 kg. V roce 1988 startoval na olympijských hrách v Soul, kde vypadl ve druhém kole s Číňanem Liou Ťün-linem. Od roku 1991 přestoupil do vyšší polotěžké váhy do 95 kg, ve které se v roce 1992 a 1996 na olympijské hry nekvalifikoval. Pracuje je vysoký důstojník u venezuelské armády ve státě Miranda.

## Výsledky
| Turnaj                  | 1982         | 1983         | 1984         | 1985         | 1986         | 1987         | 1988         | 1989         | 1990         | 1991           | 1992           | 1993           | 1994           | 1995           |  |
| Turnaj                  | 19           | 20           | 21           | 22           | 23           | 24           | 25           | 26           | 27           | 28             | 29             | 30             | 31             | 32             |  |
| Turnaj                  | střední váha | střední váha | střední váha | střední váha | střední váha | střední váha | střední váha | střední váha | střední váha | polotěžká váha | polotěžká váha | polotěžká váha | polotěžká váha | polotěžká váha |  |
| ----------------------- | ------------ | ------------ | ------------ | ------------ | ------------ | ------------ | ------------ | ------------ | ------------ | -------------- | -------------- | -------------- | -------------- | -------------- |  |
| Olympijské hry          |              |              | —            |              |              |              | úč.          |              |              |                | —              |                |                |                |  |
| Mistrovství světa       |              | —            |              | —            |              | —            |              | úč.          |              | —              |                | —              |                | —              |  |
| Panamerické hry         |              | ?            |              |              |              | 2.           |              |              |              | 3.             |                |                |                | ?              |  |
| Panamerické mistrovství | 3.           |              | ?            | —            | ?            |              | ?            |              | 2.           |                | 3.             |                | ?              |                |  |
| Jihoamerické hry        | ?            |              |              |              | ?            |              |              |              | ?            |                |                |                | ?              |                |  |
| Středoamerické a k. hry | —            |              |              |              | 2.           |              |              |              | 3.           |                |                | 3.             |                |                |  |
| Bolívarské hry          |              |              |              | 1.           |              |              |              | 1.           |              |                |                | 1.             |                |                |  |